# François Senémont
François Senémont est un peintre lorrain devenu français à partir de 1766.

## Biographie
François Senémont est né à Nancy le 9 février 1720, baptisé le même jour dans l'église des Pénitents de la Ville-Neuve, appelée alors la Petite-Chapelle et servant de succursale à la paroisse Saint-Sébastien. 
Il se marie le 3 mai 1746 à Catherine Ruynat fille d'un conseiller de l'Hôtel de Ville et décéde le 28 mars 1782 à Nancy. 
Ami du graveur Dominique Collin, celui-ci reproduit plusieurs de ses œuvres. Le 9 octobre 1756, il est nommé peintre ordinaire de la ville de Nancy.
Le portrait de Louis-Apollinaire de La Tour du Pin-Montauban premier évêque de Nancy, lui est attribué et se trouve au Musée lorrain du Palais des ducs de Lorraine à Nancy.

## Œuvres
Sélection d'après l'ouvrage de Jules Renard, cité plus bas.
- 1757, Vénus et Minerve, Apollon, deux fresques ornant la galerie des concerts de l'Hôtel de Ville.
- 1758, Un Portrait de Louis XV.
- Portrait du duc François Maximilien Ossolinski[2].
- Portrait de Platel, dit frère Norbert, général des capucins[3].
- Saint Thomas d'Aquin.
- 1780, Ascension, église de Domgermain.
- Portrait de Jean Lamour.
- Portrait de François d'Aristay de Châteaufort.
- Portrait de Guillaume Charles de Bonsol.